# Polistes sulcifer
Polistes sulcifer är en getingart som först beskrevs av Zimmermann 1930.  Polistes sulcifer ingår i släktet pappersgetingar, och familjen getingar. Inga underarter finns listade i Catalogue of Life.